# Busolă submersibilă

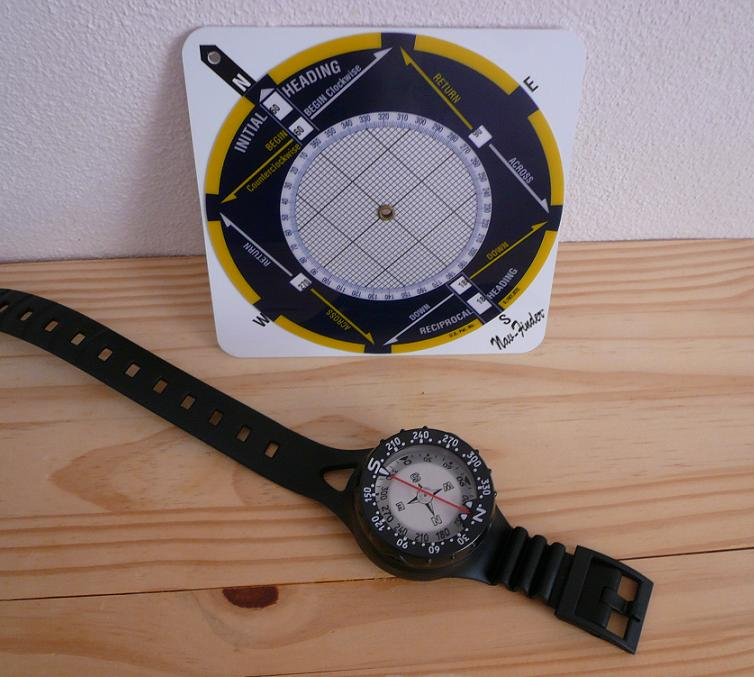
Busolă submersibilă

Busola submersibilă este o piesă importantă a echipamentului de scufundare autonomă și este utilizată de către scafandri pentru orientarea sub apă și la suprafața apei. Orientarea cu busola este singura modalitate de a păstra o direcție de deplasare sub apă sau la suprafața apei atunci când condițiile de vizibilitate sunt reduse. În scufundarea pe timpul nopții este obligatorie utilizarea busolei. În apă tulbure sau în caz de curent, acest instrument devine indispensabil. 
Busola magnetică subacvatică este introdusă într-o carcasă etanșă și rezistentă la presiune. Busola se prinde la încheietura mâinii cu ajutorul unei curele care trebuie să fie suficient de lungă pentru a putea cuprinde încheietura mâinii peste neopren. La alegerea unei busole, trebuie căutat un instrument la care citirea în timpul imersiei să fie suficient de netă. Acul sau roza vânturilor trebuie să aibă o oarecare inerție. În afara busolelor clasice, există și busole mai moderne, digitale. 